# Tolania femoralis
Tolania femoralis är en insektsart som beskrevs av Carl Stål. Tolania femoralis ingår i släktet Tolania och familjen hornstritar. Inga underarter finns listade i Catalogue of Life.